# Малявин, Филипп Андреевич
Фили́пп Андре́евич Маля́вин (11 [23] октября 1869, Казанка, Самарская губерния — 23 декабря 1940[…], Ницца) — русский живописец и график. Работал на стыке модерна, импрессионизма и экспрессионизма. Автор Ленинианы. Помимо Владимира Ленина, писал с натуры Анатолия Луначарского, Льва Троцкого. Член объединений «Мир искусства» и «Союз русских художников».

## Биография
Филипп Малявин родился 11 (23) октября 1869 г. в селе Казанка Бузулукского уезда Самарской губернии (ныне — Оренбургская область) в многодетной семье государственных казаков.
Рисовать начал рано, с четырёх—пяти лет. Копировал иконописные образа́, писал портреты односельчан. В 1885 году вместе с афонским монахом, приехавшим навестить родственников, отправился в Грецию — в монастырь Святого Пантелеймона, рассчитывая там научиться «церковной живописи». Прибывший в декабре 1891 года на Святую гору скульптор В. А. Беклемишев заинтересовался работами молодого послушника; особенно его поразил натурный морской этюд. Беклемишев убедил Малявина уехать в Петербург для обучения в Императорской Академии художеств. Осенью 1892 году Филипп Малявин стал вольнослушателем академии.
Анна Остроумова-Лебедева вспоминала:

Я держала вместе с ним экзамен в академию. Во время работы моё внимание было зацеплено странной фигурой. Юноша в какой-то необычной одежде. Похоже на монашеский подрясник. На голове шапочка в виде скуфейки, низко надвинутая на глаза. Из-под неё висели длинные волосы до плеч. Лицо плоское, скуластое, корявое. Брови опущены к вискам. Светлые, небольшие глаза.
Лицо монашка, книгоноши. Простецкое лицо.
Второй раз я увидела его в классах академии. Я рисовала недалеко от него.
Перед началом занятий он, ни с кем не здороваясь, с опущенными глазами, прошёл к своему месту и тихонько стал развёртывать свой рисунок. Потом, оглянувшись кругом, он торопливо перекрестился, что-то боромоча про себя, перекрестил рисунок и принялся за работу.
<…>
В первый же год, после лета, он привёз отличные этюды своей матери, сестры с книгой… и отца.
<…>
…Малявин страшно одарённой человек. Без образования, из крестьянской среды и выросший впоследствии среди беспутных монахов Афона. Он остался, несмотря на это, таким свежим, чистым, непосредственным. Как в нём сильны такт и врождённое чувство ко всему прекрасному! Здесь он проявляет себя тонким и глубоким наблюдателем и психологом.
— Красногорская И. Рязанское коло Анны Остроумовой-Лебедевой // Коллекционеры из рязанских усадеб. — Рязань: Издатель Ситников, 2008. — ISBN 978-5-902420-22-4. — С. 352–353.

В результате реформирования Императорской академии художеств при ней было создано Высшее художественное училище, и 1894 году Малявин начал заниматься в ней — в мастерской Ильи Репина, в которой учились также И. Э. Грабарь, К. А. Сомов, А. П. Остроумова, Е. М. Мартынова, А. И. Тхоржевская, портреты которых написал в период 1895—1896 годов. В мастерской Репина Малявин начал создавать некоторые из своих самых известных ранних работ, в том числе «Крестьянка, вяжущая чулок» (1895), первая из его картин, в которой использовал свой любимый цвет — красный. Три из его ранних работ, все изображающие крестьянок, были выставлены в салоне Московского общества любителей художеств, и две из них («Крестьянка, вяжущая чулок» и «За книгой») были куплены Третьяковым для своей галереи. Малявин стал получать заказы и создал целый ряд эффектных картин: «Портрет г-жи Поповой», «Портрет баронессы Вольф», а также замечательных детских образов, таких как «Портрет Ники Ратькова-Рожнова» и «Мальчик в матроске».

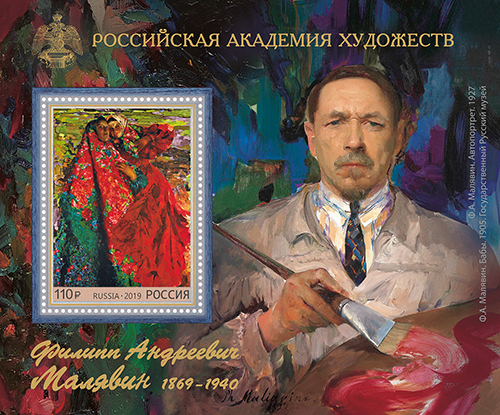
Блок «150 лет со дня рождения Ф. А. Малявина (1869—1940), художника».

Выпускная работа Малявина «Смех», изображающая баб в красных одеждах на зелёном лугу, была отклонена Советом профессоров академии за бессодержательность. Звание художника Ф. А. Малявину было присвоено за портрет мальчика.
В 1900 году картина «Смех» была отправлена в составе экспонатов русского отдела на Всемирную парижскую выставку и была там удостоена золотой медали. В 1901 году картина была выставлена на IV Венецианской биеннале и куплена итальянским правительством для готовящейся к открытию Международной галереи современного искусства.
Из Франции Малявин вернулся известным и вполне обеспеченным художником. Признанием значимости творчества Малявина стало включение его в работы А. Н. Бенуа «История русской живописи в XIX веке» (1901—1902) и «Русская школа живописи» (1904).
Вскоре женился на бывшей вольнослушательнице Академии художеств, также ученице И. Е. Репина, одесской мещанке Наталии Карловне Новаак-Савич (sic!).
Купив усадьбу рядом с Аксиньино, под Рязанью, Малявин с 1900 года почти безвыездно жил в ней с семьёй. У Малявиных родились дочери Зоя и младшая Галина, умершая от эпидемии сыпного тифа в начале 1920-х в Рязани.

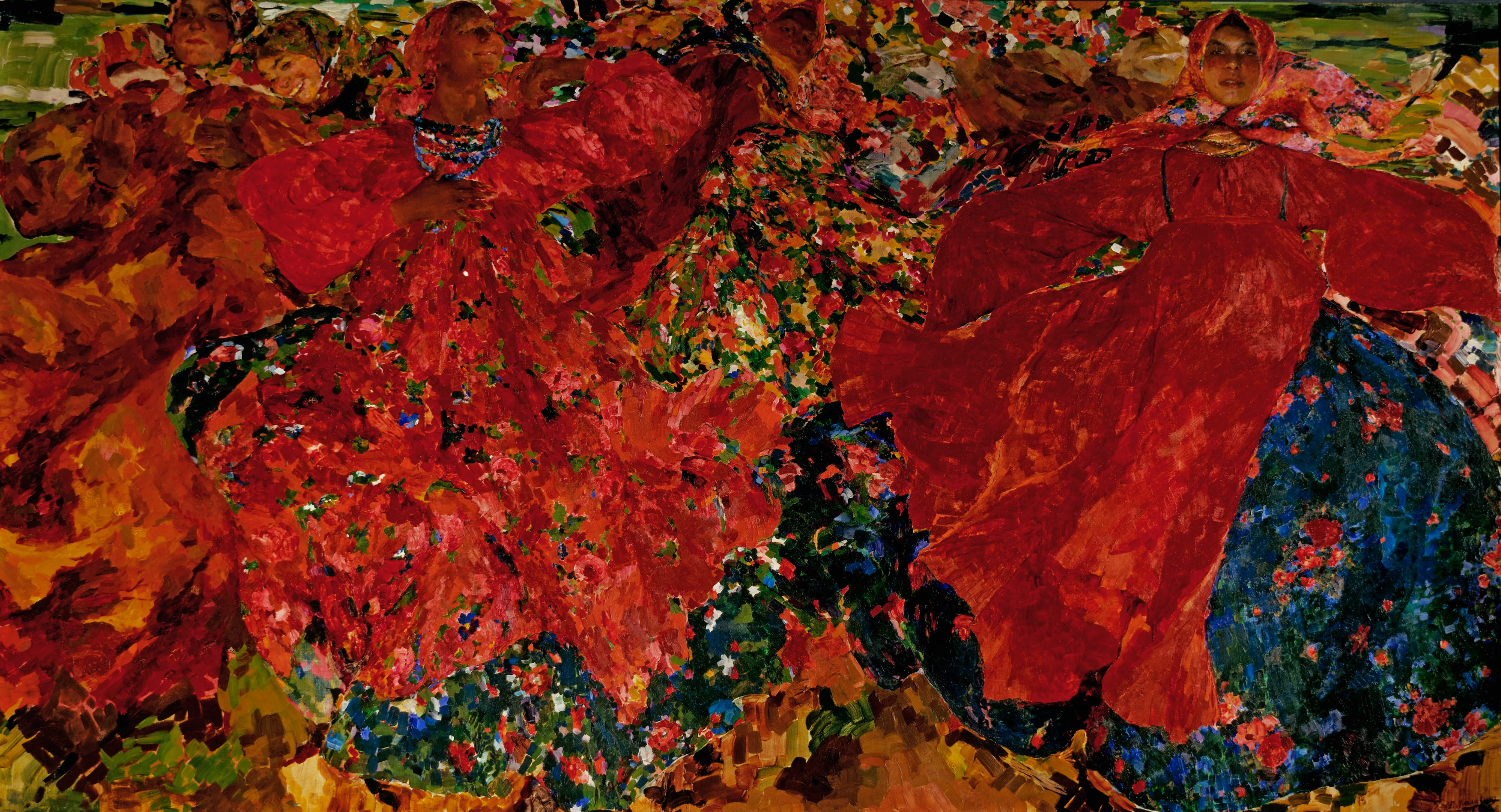
«Вихрь»

На московской выставке 36-ти показал большое полотно «Три бабы», которое поражало экспрессией форм, смелой красочной гаммой (находится в музее Орсэ). В начале 1900-х годов Малявин выполнил ряд интересных портретов современников: Ильи Репина, Сергея Дягилева, Александры Боткиной (впоследствии Хохловой) („Лисичка“)». В 1903 году он стал членом нового выставочного объединения «Союз русских художников». В 1906 году на выставке «Мира искусства» в Екатерининском зале при шведской лютеранской церкви в Санкт-Петербурге было показано большое полотно, написанное Малявиным в 1905 году — «Вихрь». Художественный критик Сергей Глаголь писал: «Вихрь производил впечатление красивого ковра с огненно-красными, малиново-красными и сине-зелеными пятнами. Краски горят. Долго смотреть на них больно глазам, и всё-таки оторваться не хочется. Что-то чарующее, влекущее к себе». Картину для музея сразу же на выставке приобрёл Совет Третьяковской галереи.
Вскоре В. А. Беклемишев, В. В. Матэ и И. Е. Репин выдвинули кандидатуру Малявина к присуждению ему почётного звания академика, и 23 октября 1906 года тридцатисемилетний художник, не имевший даже общего образования, был избран академиком и отправился в трёхлетнюю заграничную поездку. По приезде в Париж остановился у Елизаветы Кругликовой, познакомился с проживавшем в Мёдоне И. И. Мечниковым, портрет которого нарисовал. В начале 1911 года на 8-й выставке «Союза русских художников» в Москве Малявин продемонстрировал «Автопортрет с семьёй». Большинство критиков восприняло картину как творческое фиаско, и Малявин надолго прекратил выставлять свои новые работы. Только в 1916 году он показал свою картину «Баба» («Зеленая шаль») и несколько крестьянских портретов.
В феврале 1919 года Рязанский губернский отдел Наркомпроса организовал первую в карьере художника персональную выставку, приуроченную к 50-летию со дня его рождения. Два больших полотна с выставки — «Старик у очага» и «Старуха» — были приобретены Рязанским музеем. Успех выставки способствовал приглашению Малявина в Москву; в Кремле им были выполнены многочисленные натурные зарисовки В. И. Ленина. В это же время он написал «Портрет А. В. Луначарского», который экспонипровался в 1922 году на выставке Ассоциации художников революционной России.

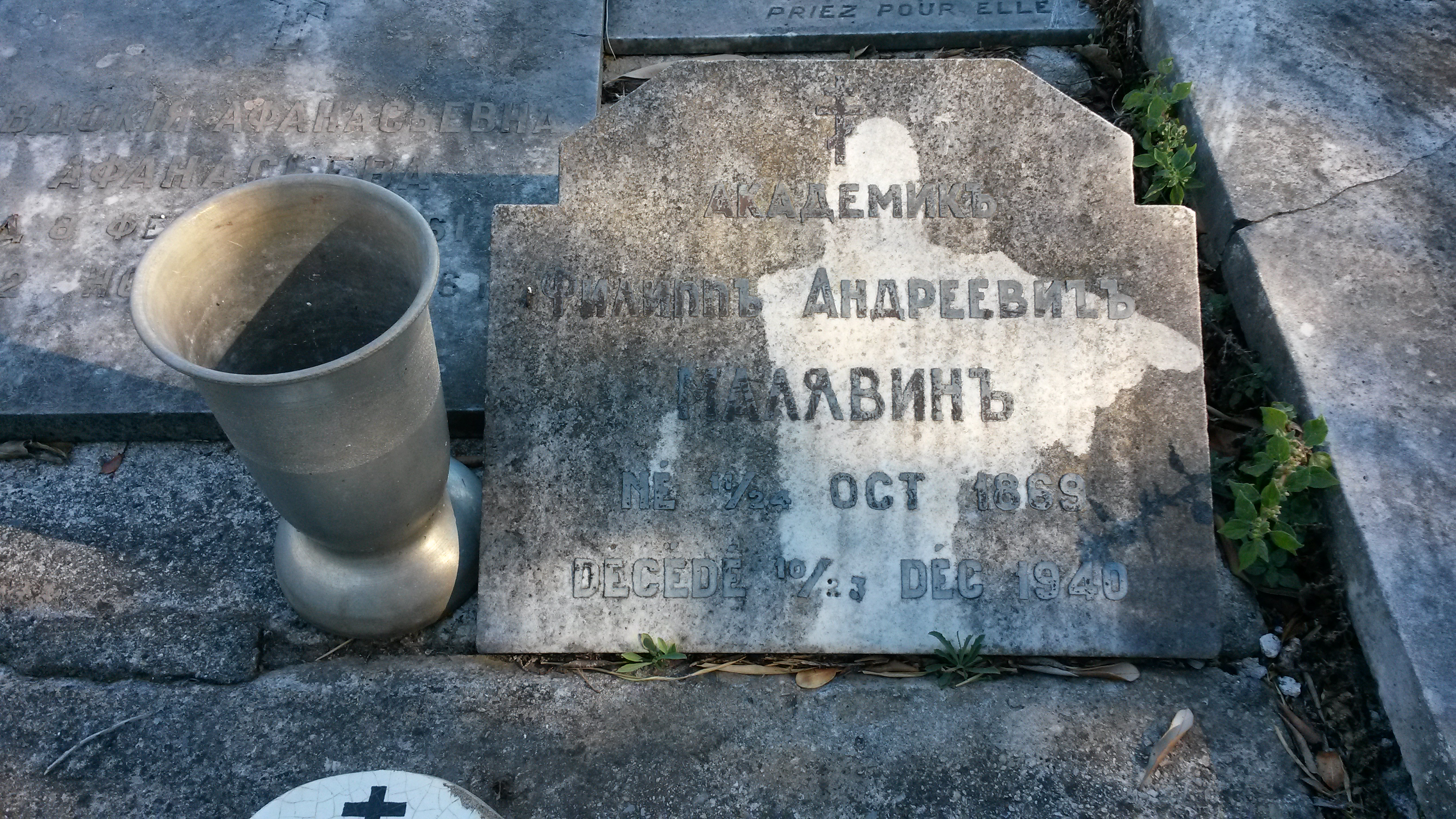
Надгробие на могиле Ф. А. Малявина на Русском кладбище в Ницце

Имение Малявиных в 1918 году было национализировано, в отличие от его произведений, бо́льшую часть которых ему удалось вывезти за границу. Осенью 1922 года Малявин выехал с семьёй за границу, получив разрешение на устройство передвижной выставки своих картин. Семья обосновалась в Париже, где художник писал портреты по заказу и где в 1924 году в парижской галерее Шарпантье состоялась его вторая персональная выставка (к 55-летию). В конце 1920-х годов переселился с семьёй в Ниццу. Осенью 1933 года состоялась одна из крупнейших в творческой карьере художника персональных выставок. Экспозиция разместилась в пяти залах современного выставочного павильона Myslbek, построенного в историческом центре Праги. В 1930-е годы персональные выставки прошли в Югославии, Чехословакии, Англии, Швеции, Дании. Последняя выставка прошла в апреле 1939 года в мастерской в Ницце.
Вторая мировая война застала Малявина в Брюсселе, где он был задержан оккупационными властями, обвинен в шпионаже, однако впоследствии отпущен и с трудом добрался до Ниццы, где и закончил свои дни; он был похоронен на Русском кладбище Кокад.
Художественное наследие Малявина представлено в коллекциях ГТГ, ГРМ, ГМИИ им. А. С. Пушкина, НИМ РАХ, российских региональных музеев, в частных и музейных коллекциях США и Европы (музеи Орсэ, Зиммерли, Мальмё, Вальдемарсудде). Графика Ф. А. Малявина, рассеянная по российским и зарубежным собраниям, пользуется неизменным спросом у коллекционеров.
В августе 2016 года в городе Бузулук Оренбургской области был открыт памятник Ф. А. Малявину. В 2019 году «Почта России» выпустила почтовый блок, посвящённый 150-летию со дня рождения художника.

## Галерея

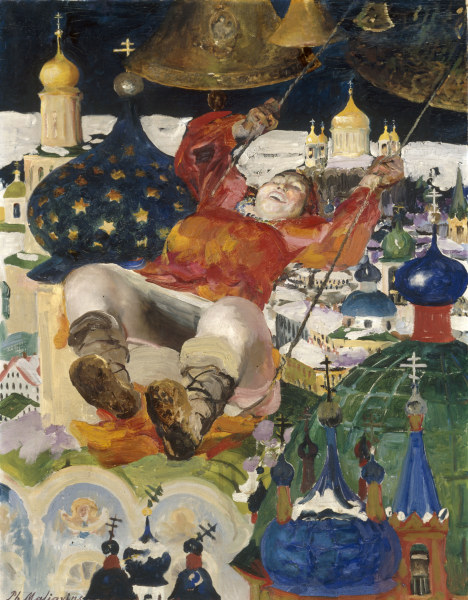
Девушка на качелях
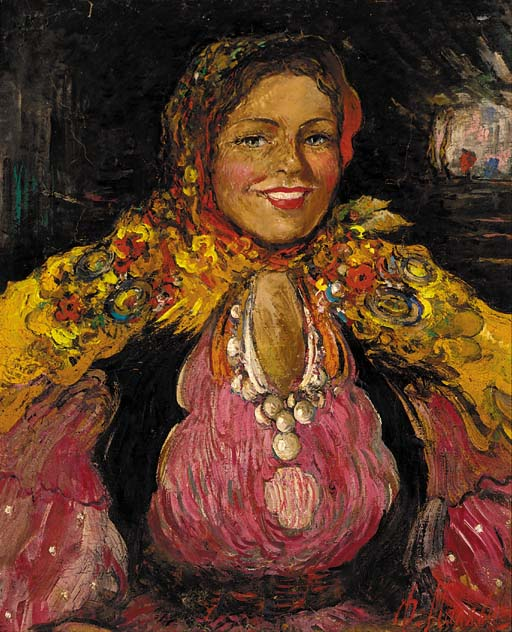
Портрет крестьянки
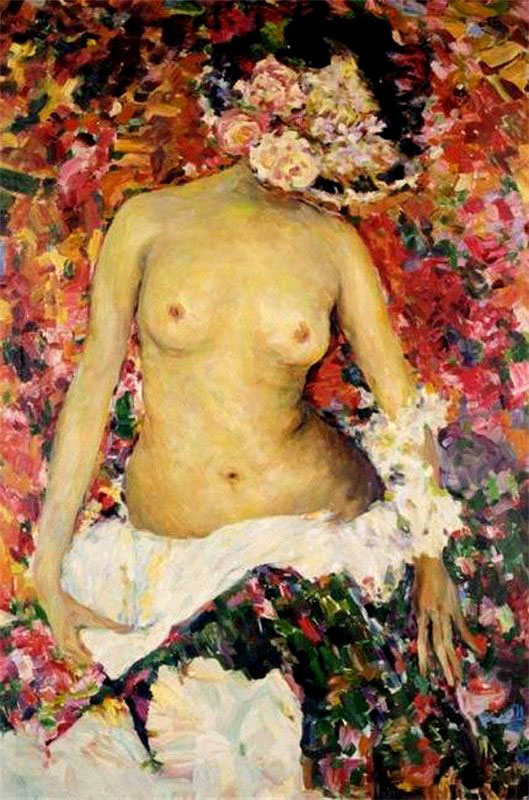
Модель в шляпе
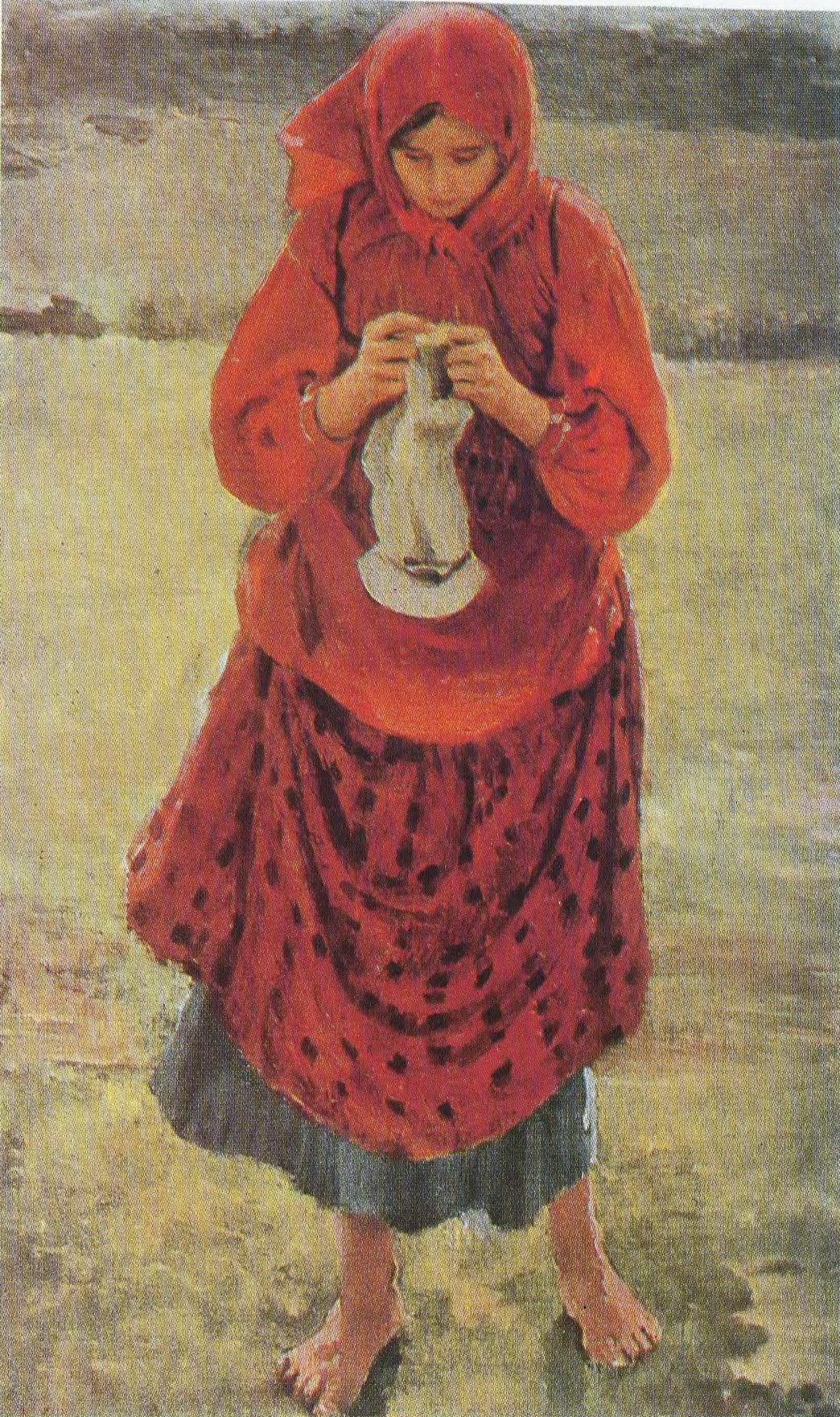
Крестьянская девушка с чулком (1895)
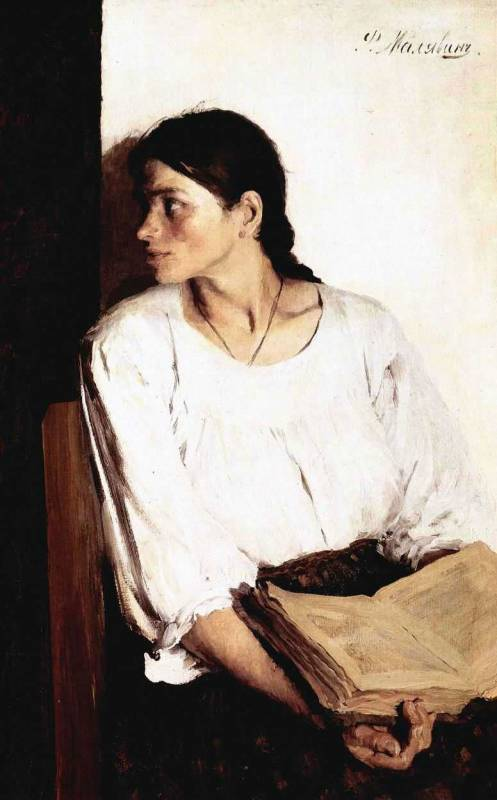
«За книгой» Алекс. Малявина (1895)
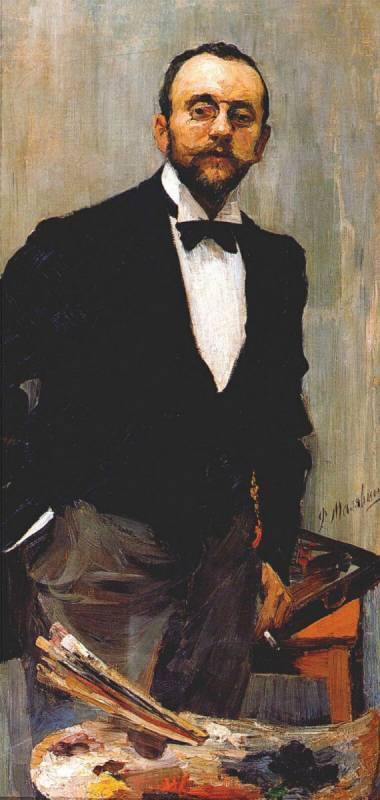
И. Э. Грабарь (1895)
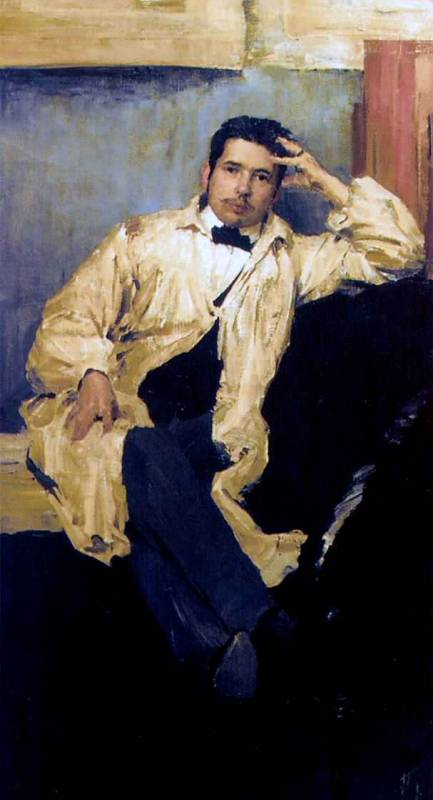
К. А. Сомов (1895)
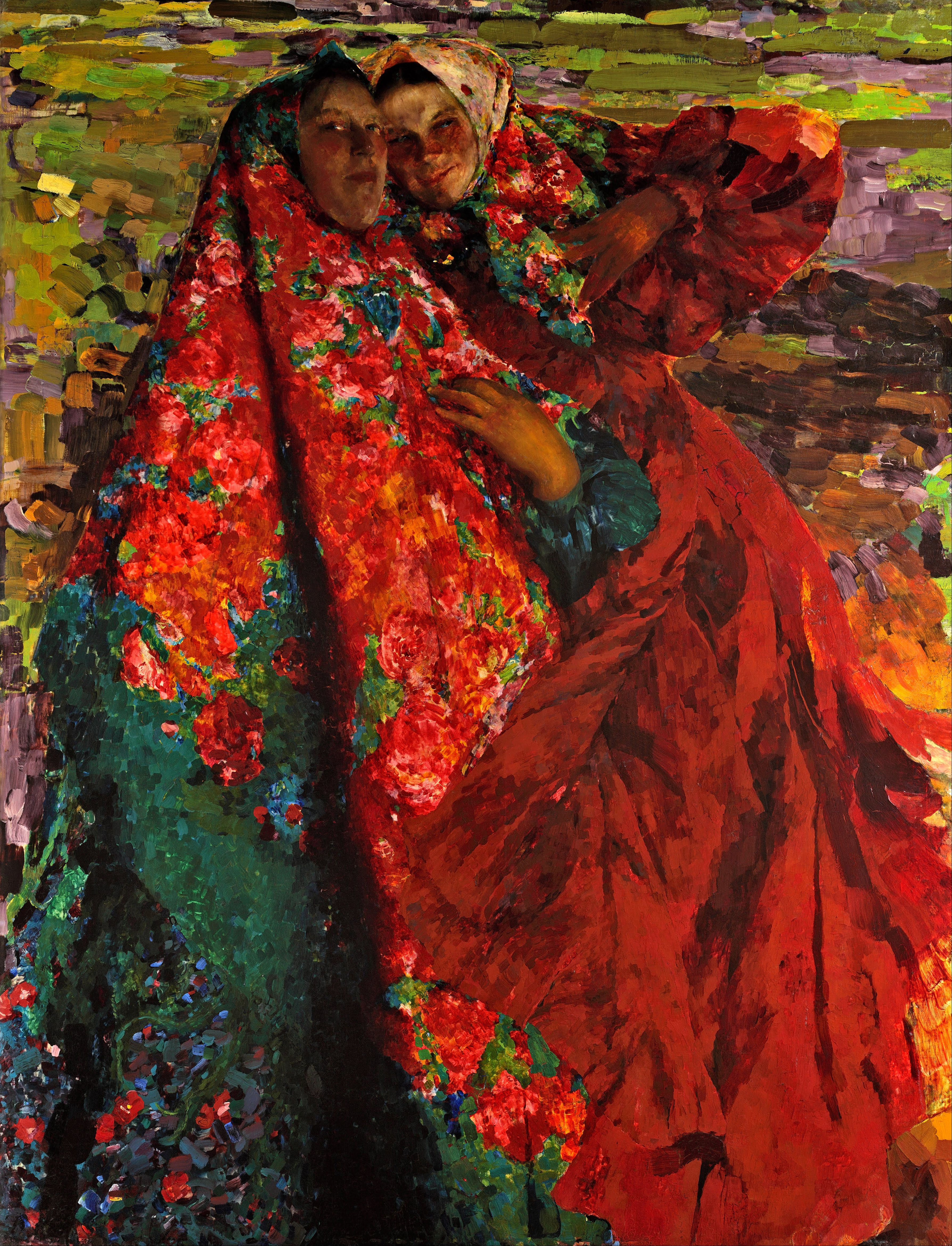
Бабы (1905)
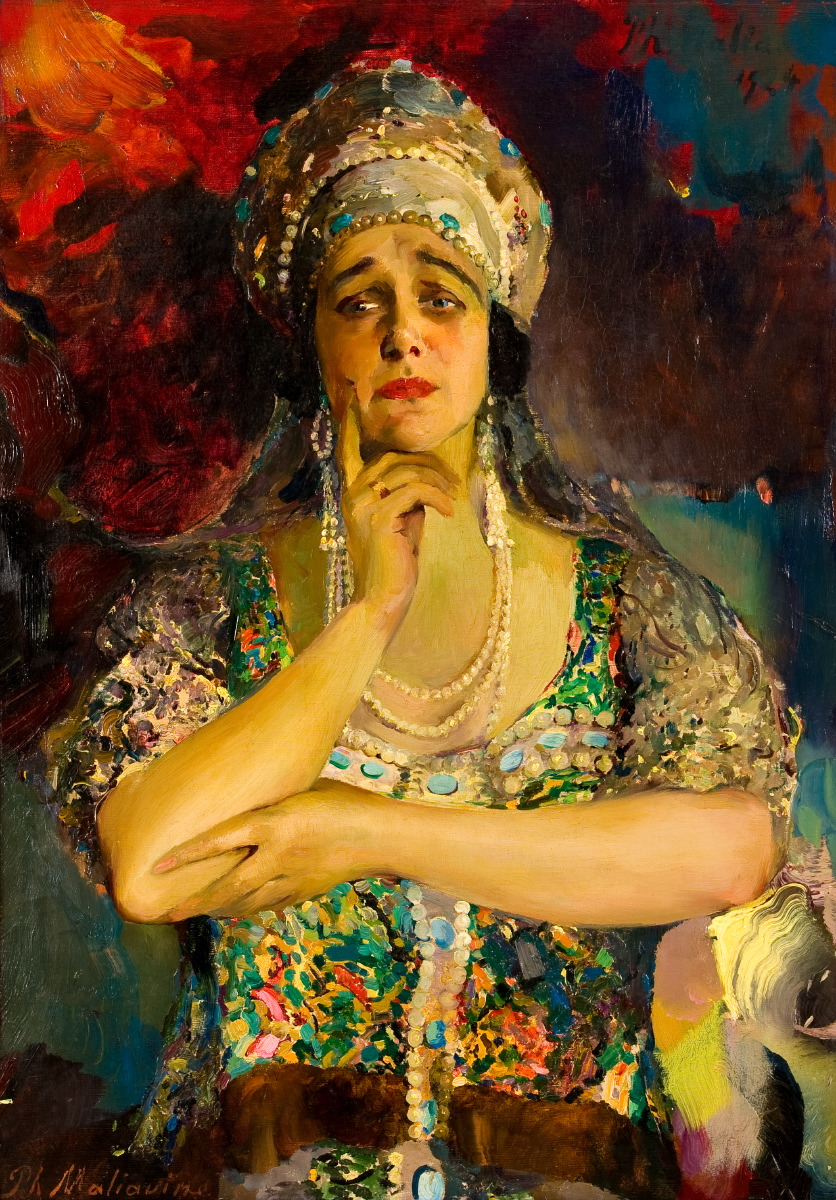
Надежда Плевицкая
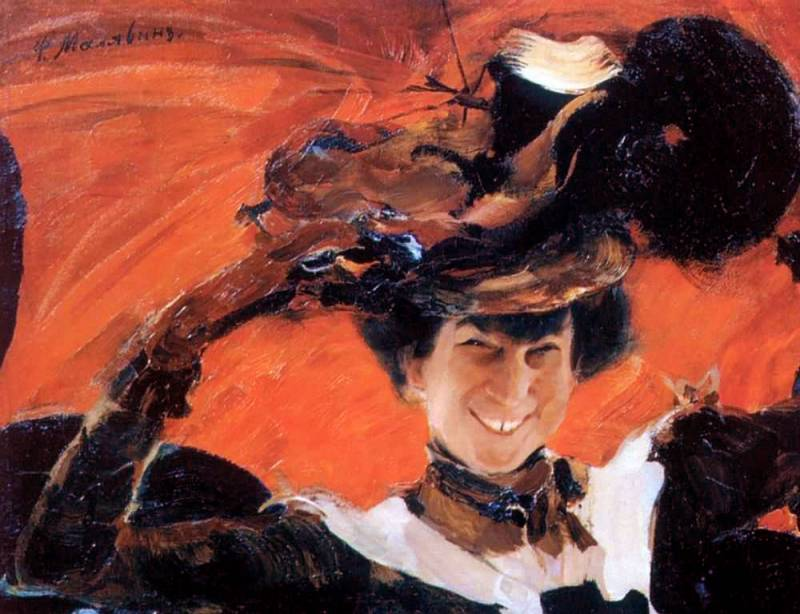
Мара Олив (1922)
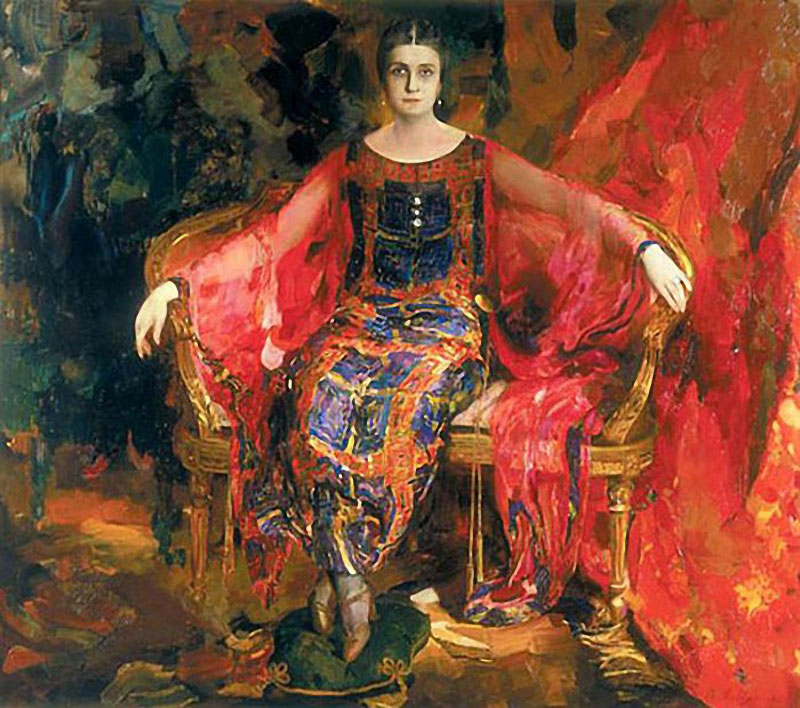
Александра Балашова (1924)
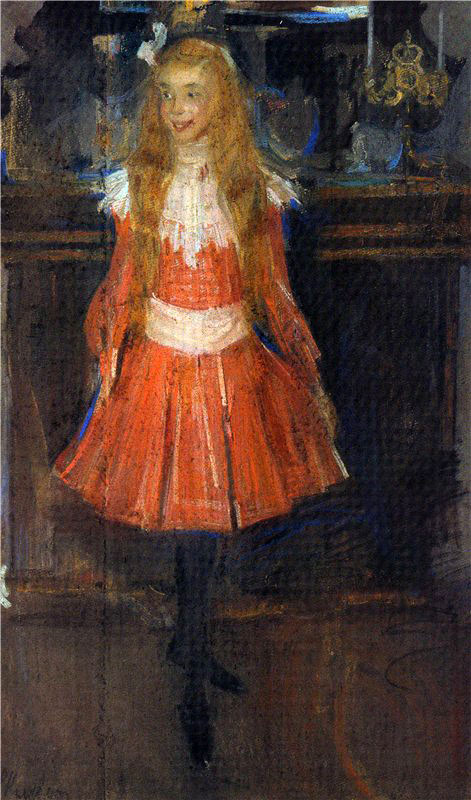
Лисичка. Портрет А. С. Боткиной (1902)
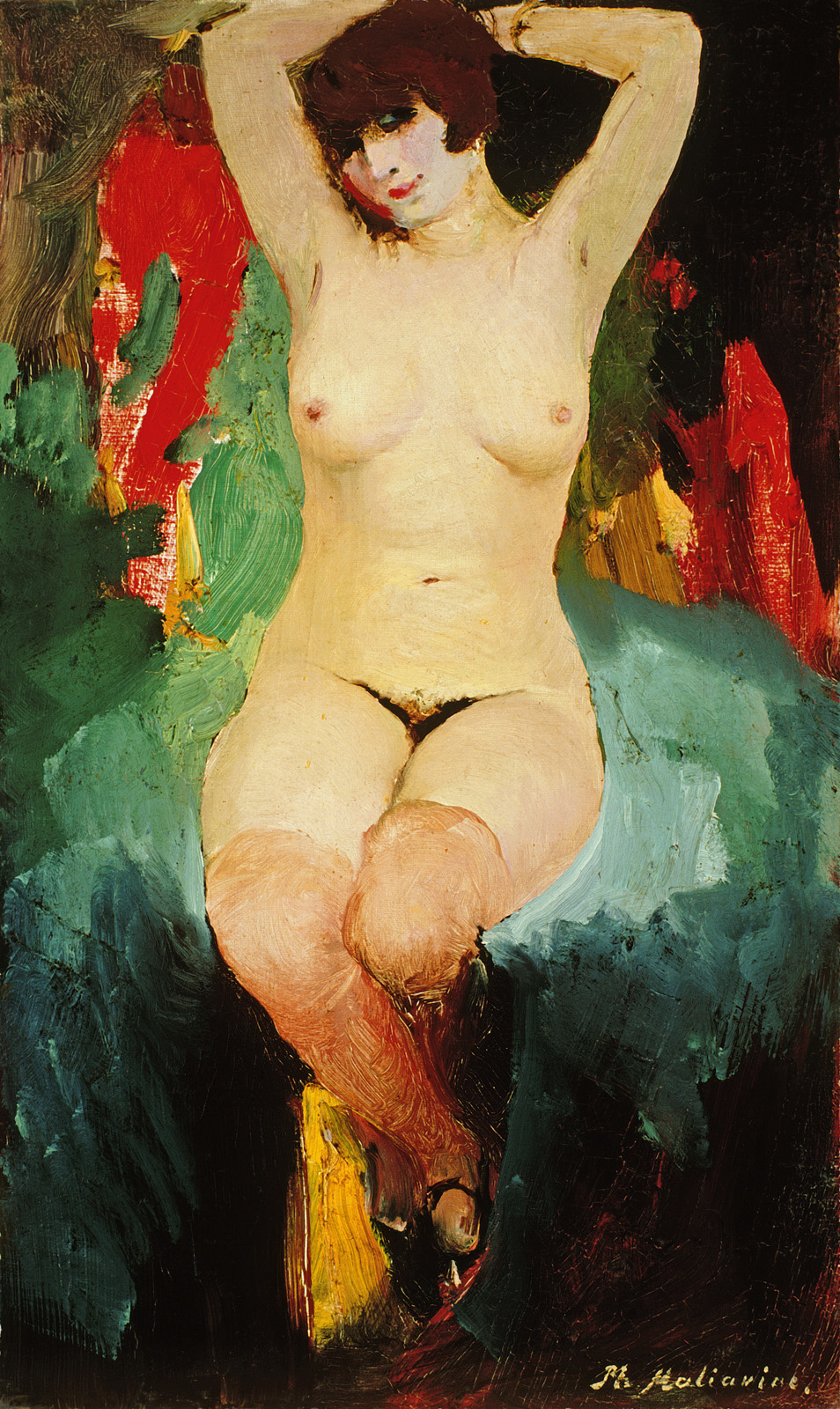
Обнаженная
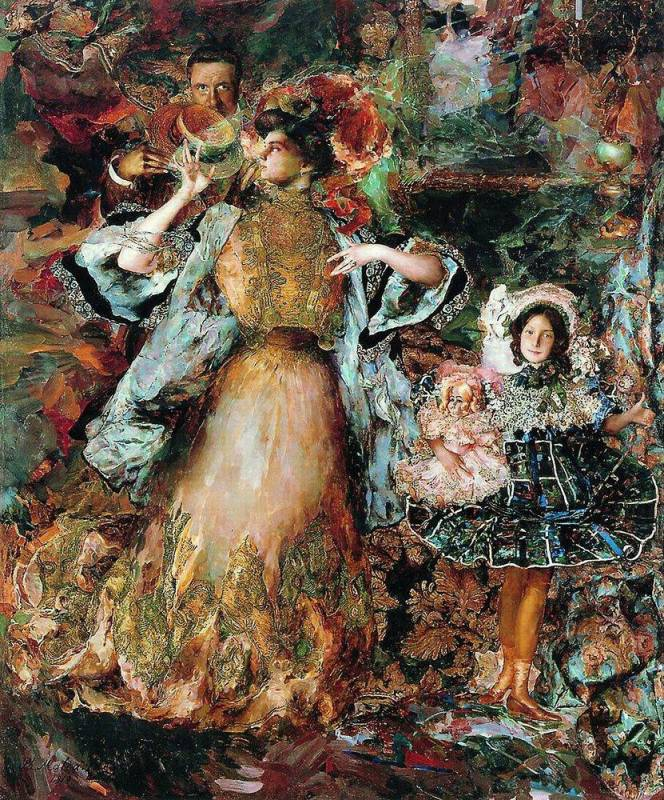
Автопортрет с семьёй (1910)
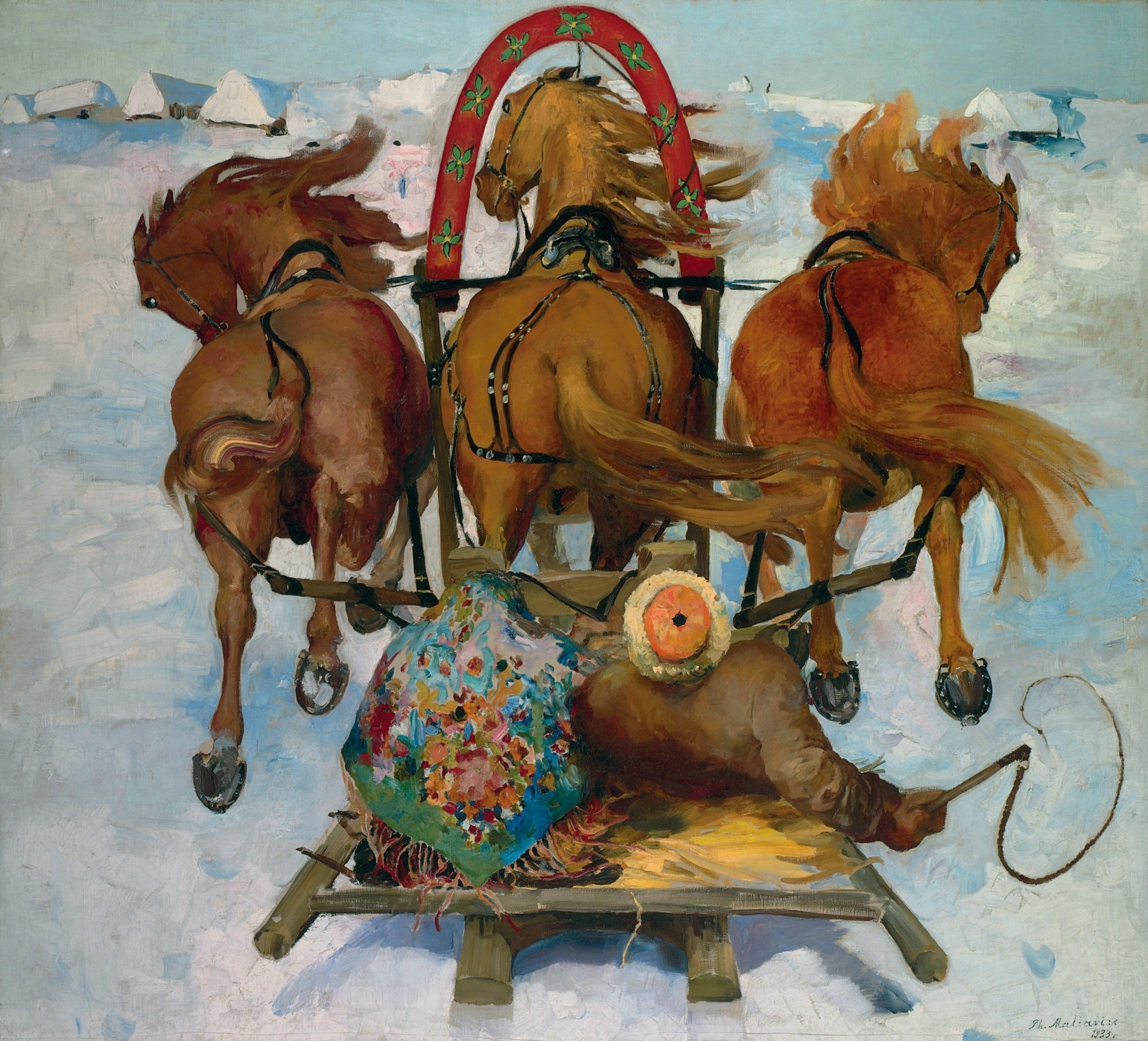
В санях (1933)
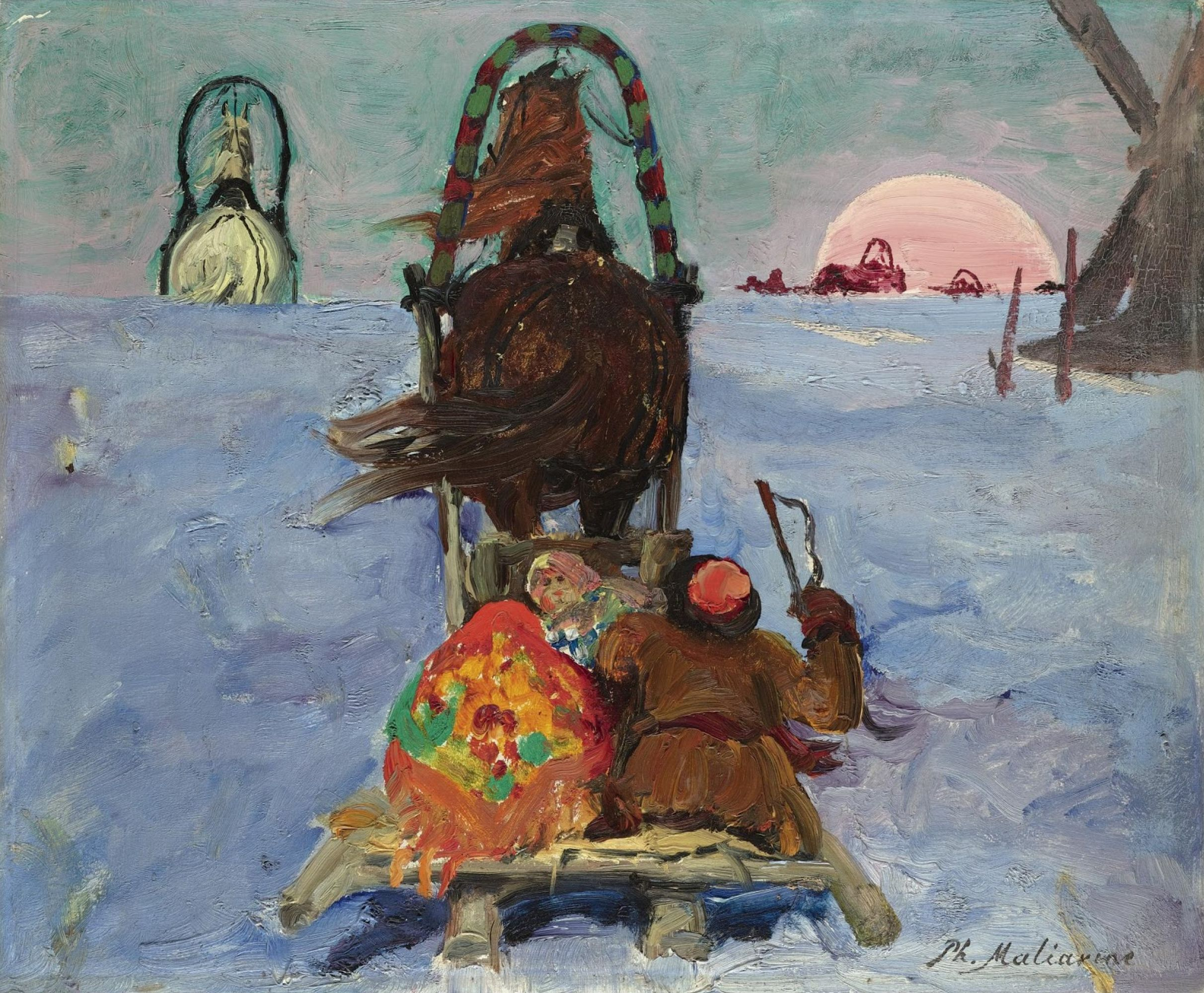
Зимний пейзаж с санями
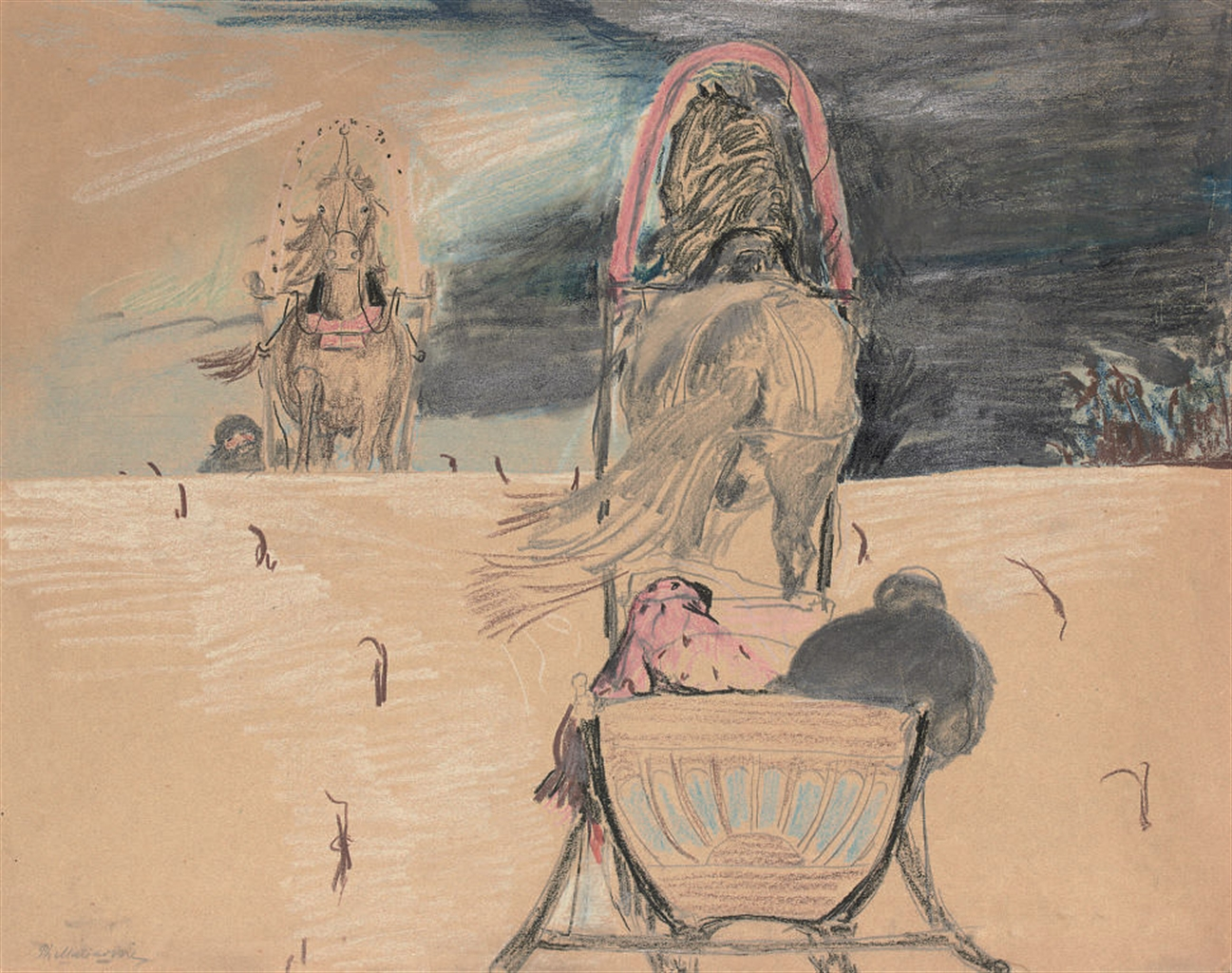
Встреча двух саней
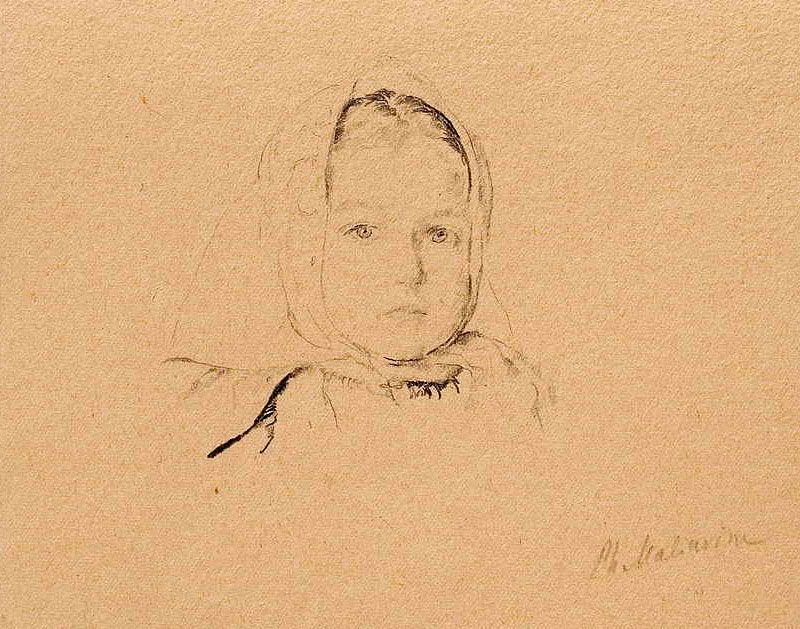
Девочка
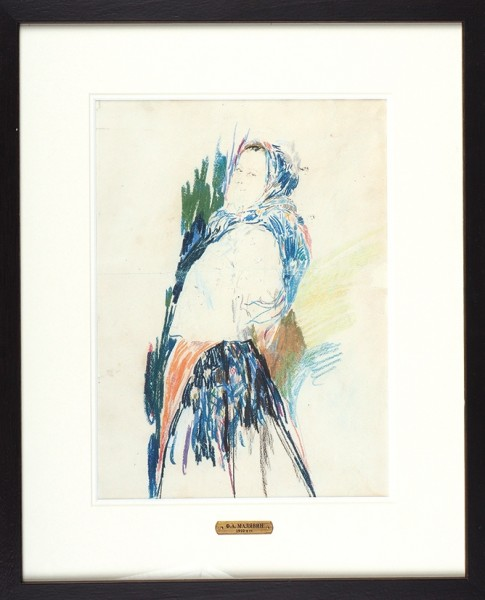
Баба в цветном платке
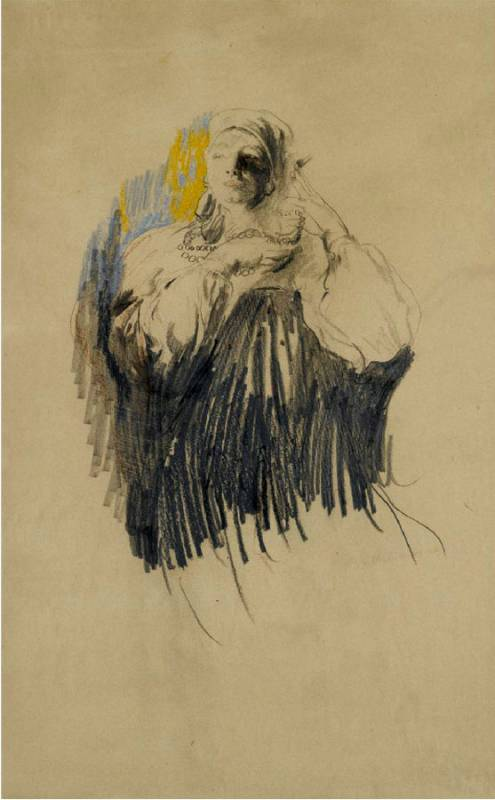
Примеряющая бусы

## Рекомендуемая литература
- Филипп Малявин. 1869—1940. Альманах. — СПб., 2013. — Вып. 385.
- Специальный выпуск к 150-летию со дня рождения Ф. А. Малявина «Неизвестный Малявин» (под ред. М. В. Сёминой) // Золотая палитра (http://www.zolotayapalitra.ru/Magazine/17). — М., 2018. — № 1(17).